# Jets de Sherbrooke
Les Jets de Sherbrooke sont une franchise professionnelle de hockey sur glace de la Ligue américaine de hockey ayant existé de 1982 à 1984.

## Histoire
Basée à Sherbrooke dans la province canadienne de Québec, la franchise était le club-école des Jets de Winnipeg de la Ligue nationale de hockey. L'équipe n'exista que durant deux saisons à l'issue desquelles elle fut dissoute.

## Statistiques
| Saison    | PJ | V  | D  | N | Pts | BP  | BC  | Classement Final | Séries éliminatoires |
| --------- | -- | -- | -- | - | --- | --- | --- | ---------------- | -------------------- |
| 1982-1983 | 80 | 22 | 54 | 4 | 48  | 288 | 390 | 6e, North        | non qualifiés        |
| 1983-1984 | 80 | 22 | 53 | 5 | 49  | 301 | 419 | 6e, North        | non qualifiés        |

## Entraîneurs
- Rick Bowness
- Ron Racette
- Philippe Côté